# Schizotetranychus lespedezae
Schizotetranychus lespedezae är en spindeldjursart som beskrevs av Beglyarov och P. Mitrofanov 1973. Schizotetranychus lespedezae ingår i släktet Schizotetranychus och familjen Tetranychidae. Inga underarter finns listade i Catalogue of Life.